# 송첸캄포
송첸캄포(티베트어: སྲོང་བཙན་སྒམ་པོ་ 쏭짼감뽀, 581년 ~ 649년)는 토번의 제33대 첸포이다. 구당서에 의하면 토번의 황실은 선비족 탁발씨의 후예이다. 주변 왕국을 정복하여 최초로 토번을 통일하였다. 비단길과 쓰촨 방면과 당나라 서부를 정벌하여 당나라의 정복에 성공하였고 토번의 지배영토를 당나라 수도 바로 옆까지 확대하여 당나라를 압박했다. 634년 당나라에 공주와의 결혼을 요청하였으나 당나라가 이를 거절하자, 토욕혼을 공격하여 함락시켰으며, 20만 대군을 이끌고 당나라의 국경을 공격하였다. 이후 당나라는 송첸감포와 당나라 공주의 결혼을 허락하였다.

## 생애
송첸감포가 태어난 연도는 정확하지 않은데, 티베트에서 송첸캄포는 소띠 해에 태어났다고 전해진다. 이는 557, 569, 581, 593, 605 또는 617년 중 하나이다. 송첸캄포의 탄생에 관해서는 569년, 593년, 617년을 포함해 많은 날짜가 제시되고 있다. 
재위 년도는 정확하지 않으며, 다만 티베트에서는 당 고조가 제위에 올라 당나라가 건국되기 1년 전인 617년쯤에 왕위에 올랐다는 것이 일반적으로 받아들여지고 있다. 독살당한 그의 아버지 남리송첸의 뒤를 이어 왕좌에 올랐을 때 그는 힘없는 군주였다.
송첸감포는 티베트 문자를 만들기 위해 인도에 특사를 파견하여 티베트의 문학과 번역, 그리고 법률 기록을 가능하게 하였다. 그는 또한 많은 새로운 문명과 기술의 발전을 이룩하였다. 《당서》에는 648년 인도에서 건너온 군대를 중국의 도움으로 격파한 후, 649년 독실한 불교 신자였던 당고종이 ‘빈왕’이라는 칭호를 부여하고, 비단 3,000필을 하사했으며, 티베트 왕의 요청을 받아들여 누에씨와 회반죽, 술을 만드는 기계, 종이와 먹을 만드는 장인을 파견하였다고 기록하고 있다.
송첸감포는 중국에서 수공예품과 천문학을 들여왔으며, 티베트 문자와 불교는 인도에서, 재화는 네팔과 몽골에서, 행정체계와 법은 북쪽의 위구르의 것을 들여왔다고 추측하고 있다. 
그리하여 송첸감포는 라싸를 수도로 하여 영역을 확대하고, 티베트 문자를 제정하였다. 가르통첸과 같은 인재를 등용하여 외교에 힘썼으며, 네팔로부터 왕녀 브리크티 데비(타크리 왕국의 창시자 안슈 바르만 왕의 딸)를 왕비로 맞이하였고, 장중(象雄)왕과 민약왕의 딸도 왕비로 맞이했다. 당 태종에게 청원하여 문성공주를 아들 궁송궁첸왕(재위 : 641년 ~ 643년)의 왕비로 맞이하게 하였다. 궁송궁첸왕이 낙마사고로 죽은 후, 송첸캄포는 63세에 복위하여 아들의 미망인 문성공주를 자신의 왕비로 맞이했다.

## 같이 보기
- 문성공주
- 조캉사원
- 토번

## 참고 문헌
- 티베트 역사산책